# Maija Tabaka
Pour les articles homonymes, voir Tabaka.
Maija Tabaka, née le 5 novembre 1939 à Jelgava, est une peintre lettone, officier de l'ordre des Trois Étoiles (2000)
.

## Biographie
En 1969, Maija Tabaka est diplômée de l’Académie des beaux-arts de Lettonie. Elle intègre un programme d'échange étudiant à Berlin-Ouest (1977-1978), grâce au soutien de l'artiste allemand d'origine lettone Valdis Āboliņš (1939-1984) .
Dans les années 1960, elle peint principalement des portraits réalistes et se passionne pour les maîtres anciens et les peintures post-impressionnistes. Dans les années 1970, elle a expérimenté en utilisant des techniques modernistes. L'excentricité des images se fait sentir dans les œuvres des années 1980 et 1990, avec leur interprétation surréaliste. Elle peint à la technique de l'huile principalement des œuvres de scène de genre et des portraits. Les œuvres de Tabaka se trouvent dans la galerie Tretiakov, la Gemäldegalerie de Berlin. 
Un film documentaire Nostāsti. Maija Tabaka sorti en 1976 lui est consacré (réalisateur Hercs Franks, scénariste Ansis Epners).
Tabaka a également illustré des livres pour enfants (Mazā Anduļa pirmās bērnības atmiņas de Vilis Plūdons, 1980; Les trois ours de Léon Tolstoï, 1982; Noël dans les bois de Kārlis Skalbe  1988) et publié des articles dans les journaux et magazines.  

## Source
- (lv) Cet article est partiellement ou en totalité issu de l’article de Wikipédia en letton intitulé « Maija Tabaka » (voir la liste des auteurs).

1. ↑  (en) Aldis Purs, Andrejs Plakans, Historical Dictionary of Latvia, Rowman & Littlefield, 2017, 442 p. (ISBN 9781538102213, lire en ligne), p. 321
2. 1 2  (en) Jan Tikhonov, « Maija Tabaka », Soviet Life, Embassy of the Union of the Soviet Socialist Republics in the USA, nos 280 à 291,‎ 1980 (lire en ligne)
3. ↑  (en) Alla Rosenfeld, Jane Voorhees, Art of the Baltics : The Struggle for Freedom of Artistic Expression Under the Soviets, 1945-1991, Rutgers University Press, 2002, 476 p. (ISBN 9780813530420, lire en ligne), p. 230